# ホムンよ故郷を見よ
『ホムンよ故郷を見よ』（ほむんよこきようをみよ）は、小松左京の中編SF小説。『宇宙塵』1963年71号、72号に掲載された。

## 内容
パルファ系と呼ばれる星間文明世界の辺境の地、植民星カンピア10番星を訪れた科学者のノルとウリギアは、総督タオリの案内でカンピア10番の先住民「ホムン」の村を訪れた。彼らは通常のパルファ人が10本指（片手で10本指）であるのと違い、11本の指（同様に片手で11本指）を持っているのだ。そのため彼らは本星人の差別と迫害を恐れて、辺境の地に隠れ住んでいる。彼らの独特の文化に魅了されたノルとウリギアは、村人や、差別を解消し同化を目指すタオリの反対を押し切り、考古学調査を進める。ホムンの知識人で医師である青年コルパトは秘密裏に、彼らをホムンの歴史を研究するヤム老人に引き合わせる。彼の語る伝承を手がかりに発掘調査を進めるうちに、ホムンの驚くべき秘密を彼らは知ることになる。
この物語の背景のトリックとして、記数法についての薀蓄が効果的に使われている。

## 備考
タイトルの「ホムンよ故郷を見よ」は、トーマス・ウルフの『天使よ、故郷を見よ』（ミルトンの『失楽園』の中に出てくる文句）のもじりである（単行本あとがきより）。

## 書誌情報
以下の単行本に収録（2010年現在）
- 時の顔 - 角川春樹事務所（ハルキ文庫　1998年）ISBN 978-4894564763